# سوسومو تایرا
سوسومو تایرا (به ژاپنی: 平良進, Taira Susumu); ۱۸ دسامبر ۱۹۳۴ – ۲۷ ژانویهٔ ۲۰۲۴) بازیگر اهل ژاپن بود. او در استان اوکیناوا به دنیا آمد و از آثار او می‌توان به عشق ناببیه (۱۹۹۹) و چورا سان اشاره کرد.